# Pere Ribera i Ferran
|  | "Pere Ribera" redirigeix aquí. Per al monjo, traductor i cronista català, vegeu Pere Ribera de Perpinyà. |

Pere Ribera i Ferran (Ulldecona, 18 d´abril 1915 - Barcelona, 16 de desembre del 2009) va ser un pedagog català.

## Biografia
Format a la Universitat de Barcelona, on es llicencià en Filosofia (Història) i Dret. Va destacar sobretot per la seva dedicació a l'ensenyament i a les aportacions pedagògiques encaminades a una formació plurilingüística, amb l'ús formatiu de les noves tecnologies i amb orientació heurística dels aprenentatges.
El 1939 començà a treballar al Liceu Francès de Barcelona, que deixà el 1968 quan fundà Aula Escola Europea de Barcelona, en la qual estudiaren persones com Artur Mas i que va dirigir fins al 1996. Entre els seus col·laboradors hi havia Amàlia Tineo i Jordi Sarsanedas i Vives, i va rebre suport econòmic d'Antoni Puigvert i José Manuel Lara Hernández.
El 1992 va rebre la Creu de Sant Jordi de la Generalitat de Catalunya. La seva figura ha estat una de les més importants en el món educatiu i intel·lectual català. El 2006 li va ser lliurat per part del govern francès el guardó d'oficial de l'Ordre des Palmes académiques.